# SV 1946 Crumstadt
Der SV 1946 Crumstadt ist ein Sportverein aus Crumstadt, einem Stadtteil der hessischen Stadt Riedstadt. Der Verein wurde 1946 gegründet und hat neben den Abteilungen für Handball und Tischtennis auch eine Karnevalsabteilung.
Überregional bekannt ist der SV 1946 Crumstadt durch seine Handballabteilung, deren Männer 1974 als Meister der Regionalliga Südwest das Finale um die Deutsche Meisterschaft im Feldhandball erreichten, in dem sie vor 4000 Zuschauern im Weinheimer Sepp-Herberger-Stadion dem TSV Birkenau mit 14:16 unterlagen.

## Bekannte ehemalige Spieler
- Marius Liebald
- Klaus Zöll